# Illusions (Sadus)
Illusions è il primo album in studio del gruppo musicale thrash/death metal statunitense Sadus, pubblicato nel 1988. Il disco, nel 1991, verrà ristampato dalla Roadracer Records con il titolo Chemical Exposure.

## Il disco
A seguito di un notevole successo ottenuto nell'ambito underground del Death metal internazionale e dopo essere diventati un feticcio per tutti i "tape traders", i Sadus incidono ed autoproducono Illusions in sole mille unità. Il disco è caratterizzato da una aggressività compositiva senza precedenti e diventa subito oggetto di culto anche a causa della sua indiscutibile introvabilità. Tecnicamente è un prodotto in linea con le produzioni underground dell'epoca, anche se la vena compositiva, unita alla ritmica guidata da Steve Di Giorgio conferiscono al quartetto americano un sound unico anche se notevolmente influenzato dai Dark Angel di Darkness Descends e da Hell Awaits/Reign in Blood degli Slayer.

## Tracce
1. Certain Death
2. Undead
3. Sadus Attack
4. Torture
5. And Then You Die
6. Hands Of Fate
7. Twisted Face
8. Fight Or Die
9. Illusions
10. Chemical Exposure

## Formazione
- Darren Travis - voce, chitarra
- Rob Moore - chitarra
- Steve DiGiorgio - basso
- Jon Allen - batteria